# Pulse (Pink Floyd)
| Recensione    | Giudizio |
| ------------- | -------- |
| AllMusic      |          |
| Rolling Stone |          |

Pulse (reso graficamente come P•U•L•S•E) è il terzo album dal vivo del gruppo musicale britannico Pink Floyd, pubblicato il 29 maggio 1995 dalla EMI.

## Storia
Il disco documenta per intero la scaletta del tour promozionale legato all'album The Division Bell, che si concluse il 20 ottobre 1994 all'Earl's Court di Londra. Quest'ultimo concerto, trasmesso anche in diretta televisiva, costituì la principale fonte dell'album, poi integrato con spezzoni tratti da altre date della stessa tournée.
La pubblicazione contiene fra l'altro l'esecuzione integrale di The Dark Side of the Moon, per la prima volta in un live ufficiale del gruppo.
Fra i musicisti che affiancano la band, anche il sassofonista Dick Parry che con i Pink Floyd aveva già collaborato in studio sugli album The Dark Side of the Moon e Wish You Were Here.
Durante il concerto, precisamente dopo l'esecuzione del brano Eclipse, il chitarrista, cantante e leader del gruppo David Gilmour ringrazia Roger Waters – cofondatore e principale autore dei Pink Floyd, che aveva lasciato la band nel 1985 – per aver scritto le canzoni che egli stava cantando quella sera.

## Pubblicazione
Pulse venne pubblicato sia in formato audio che video. Esiste una versione in doppio CD (con un LED lampeggiante su un fianco), una in cassetta VHS, il cofanetto con 4 LP, il Laserdisc della Pioneer che ha la stessa copertina dell'LP e infine, per i mercati orientali, il VCD; solo nel dicembre 2005 ne è stata proposta la versione in DVD.

## Tracce

### CD
CD 1
1. Shine On You Crazy Diamond – 13:30 (Roger Waters, Richard Wright, David Gilmour)
2. Astronomy Domine – 5:25 (Syd Barrett)
3. What Do You Want from Me – 4:10 (David Gilmour, Richard Wright, Polly Samson)
4. Learning to Fly – 5:06 (David Gilmour, Anthony Moore, Bob Ezrin, Jon Carin)
5. Keep Talking – 6:56 (David Gilmour, Richard Wright, Polly Samson)
6. Coming Back to Life – 6:31 (David Gilmour)
7. Hey You – 4:50 (Roger Waters)
8. A Great Day for Freedom – 4:20 (David Gilmour, Polly Samson)
9. Sorrow – 10:30 (David Gilmour)
10. High Hopes – 7:48 (David Gilmour, Polly Samson)
11. Another Brick in the Wall (Part II) – 6:50 (Roger Waters)

CD 2
1. Speak to Me – 2:28 (musica: Nick Mason)
2. Breathe – 2:40 (Roger Waters, David Gilmour, Richard Wright)
3. On the Run – 3:41 (David Gilmour, Roger Waters)
4. Time – 6:48 (Nick Mason, David Gilmour, Roger Waters, Richard Wright)
5. The Great Gig in the Sky – 5:51 (musica: Richard Wright)
6. Money – 8:46 (Roger Waters)
7. Us and Them – 7:08 (Roger Waters, Richard Wright)
8. Any Colour You Like – 3:19 (David Gilmour, Richard Wright, Nick Mason)
9. Brain Damage – 4:02 (Roger Waters)
10. Eclipse – 1:38 (Roger Waters)
11. Wish You Were Here – 5:40 (Roger Waters, David Gilmour)
12. Comfortably Numb – 9:10 (David Gilmour, Roger Waters)
13. Run Like Hell – 7:58 (David Gilmour, Roger Waters)

### VHS/DVD
DVD 1
1. Shine On You Crazy Diamond (Gilmour, Waters, Wright)
2. Learning to Fly (Carin, Ezrin, Gilmour, Moore)
3. High Hopes (testo: Gilmour, Samson – musica: Gilmour)
4. Take It Back (testo: Gilmour, Laird-Clowes, Samson – musica: Ezrin, Gilmour)
5. Coming Back to Life (testo: Gilmour – musica: Gilmour)
6. Sorrow (Gilmour)
7. Keep Talking (testo: Gilmour, Samson – musica: Gilmour, Wright)
8. Another Brick in the Wall (Part II) (Waters)
9. One of These Days (Gilmour, Mason, Waters, Wright)

DVD 2
1. Speak to Me (Mason)
2. Breathe (Gilmour, Waters, Wright)
3. On the Run (Gilmour, Waters)
4. Time (+Breathe Reprise) (Gilmour, Mason, Waters, Wright)
5. The Great Gig in the Sky (Wright)
6. Money (Waters)
7. Us and Them (Waters, Wright)
8. Any Colour You Like (Gilmour, Mason, Wright)
9. Brain Damage (Waters)
10. Eclipse (Waters)
11. Wish You Were Here (Gilmour, Waters)
12. Comfortably Numb (Gilmour, Waters)
13. Run Like Hell (Gilmour, Waters)

## Formazione
Gruppo
- David Gilmour – voce, chitarra
- Richard Wright – tastiera, voce
- Nick Mason – batteria

Altri musicisti
- Sam Brown, Claudia Fontaine, Durga McBroom – cori
- Jon Carin – tastiera, voce
- Dick Parry – sassofono
- Guy Pratt – basso, voce
- Tim Renwick – chitarra, voce
- Gary Wallis – percussioni

## Classifiche

### Album
| Classifica (1995-2025) | Posizione massima |
| ---------------------- | ----------------- |
| Australia              | 1                 |
| Austria                | 1                 |
| Belgio (Fiandre)       | 1                 |
| Belgio (Vallonia)      | 2                 |
| Canada                 | 1                 |
| Finlandia              | 1                 |
| Francia                | 3                 |
| Germania               | 1                 |
| Grecia                 | 1                 |
| Italia                 | 1                 |
| Norvegia               | 1                 |
| Nuova Zelanda          | 1                 |
| Paesi Bassi            | 1                 |
| Regno Unito            | 1                 |
| Spagna                 | 5                 |
| Stati Uniti            | 1                 |
| Svezia                 | 2                 |
| Svizzera               | 1                 |

### Video
| Classifica (2006) | Posizione massima |
| ----------------- | ----------------- |
| Australia         | 1                 |
| Austria           | 1                 |
| Belgio (Fiandre)  | 1                 |
| Belgio (Vallonia) | 1                 |
| Danimarca         | 1                 |
| Finlandia         | 1                 |
| Germania          | 1                 |
| Irlanda           | 1                 |
| Italia            | 1                 |
| Nuova Zelanda     | 1                 |
| Paesi Bassi       | 1                 |
| Regno Unito       | 1                 |
| Spagna            | 1                 |
| Stati Uniti       | 1                 |
| Svizzera          | 5                 |